# Джін Дуб
Джін Дуб (англ. Gene Dub; нар. 20 вересня, 1943, Едмонтон, Альберта, Канада) — канадський архітектор українського походження.

## Біографія
Народився 1943 року в Едмонтоні, Альберта, у сім'ї українських емігрантів. Дуб відомий своїми роботами у житловій архітектурі (включаючи конверсії кондомініумів), реставрації історичних будівель та адаптивному використанні будівель, які занесені до історичної спадщини.
1975 року заснував компанію Dub Architects. З 1977 по 1980 рік був депутатом Едмонтонської міської ради. 1992 року було завершено будівництво Едмонтонської ратуші, яке тривало два роки та, автором проекту якої був Дуб. 2008 року брав участь у тендері по створенню нового знаку Едмонтона при в'їзді у місто, а у 2009 — по будівництві нового розважально-спортивного комплексу, проте два проекти програли.
2014 року був прийнятий до Королівської академії мистецтв Канади.

## Роботи

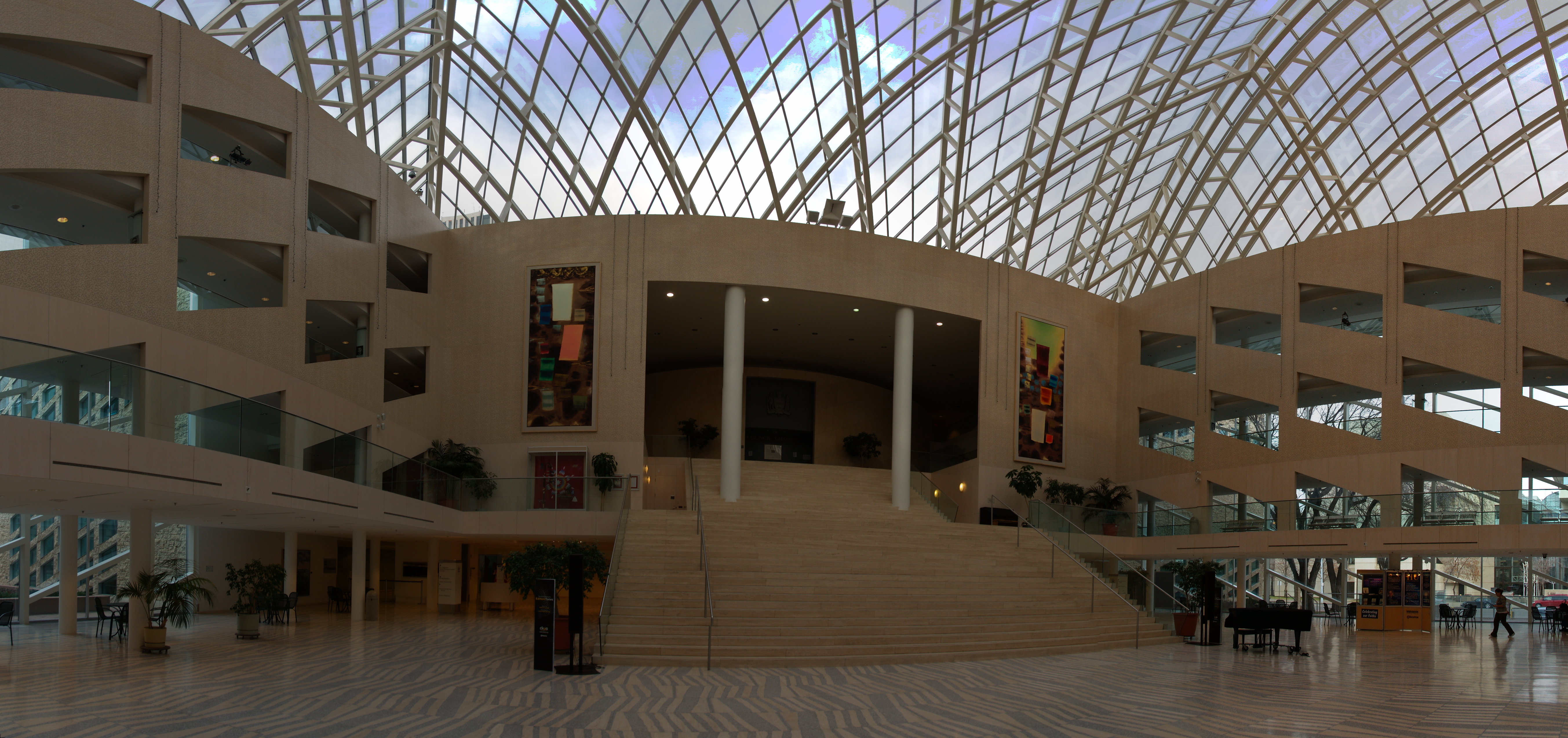
Едмонтонська ратуша